# علي بيك (صحرا بردسكن)
علي بیك (بالفارسية: علی‌بیک) هي قرية تقع في إيران في قسم صحرا الريفي (مقاطعة بردسكن). يقدر عدد سكانها بـ 241 نسمة بحسب إحصاء 2016.